# Miljan Zekić
 Miljan Zekić  (nacido el 12 de julio de 1988) es un tenista profesional serbio.

## Carrera
Su mejor ranking individual es el Nº 267 alcanzado el 10 de octubre de 2011, mientras que en dobles logró la posición 269 el 08 de julio de 2013.
No ha logrado hasta el momento títulos de la categoría ATP, tiene un título en individual en la ATP Challenger Tour y varios títulos Futures tanto en individuales como en dobles.

## Títulos Challenger
| Leyenda               | Individuales | Dobles |
| --------------------- | ------------ | ------ |
| ATP Challenger Series | 1            | 0      |

### Individual (1)
| N.º | Fecha               | Torneo             | Superficie    | Oponentes          | Resultado        |
| --- | ------------------- | ------------------ | ------------- | ------------------ | ---------------- |
| 1.  | 10 de julio de 2016 | Challenger de Todi | Tierra batida | Stefano Napolitano | 6–7(6), 6–4, 6–3 |

#### Finalista (1)
| N.º | Fecha                    | Torneo                   | Superficie    | Oponentes     | Resultado     |
| --- | ------------------------ | ------------------------ | ------------- | ------------- | ------------- |
| 1.  | 18 de septiembre de 2016 | Challenger de Banja Luka | Tierra batida | Adam Pavlásek | 6–3, 1–6, 4–6 |

### Dobles (0)

#### Finalista (1)
| N.º | Fecha              | Torneos                 | Superficie    | Pareja      | Oponentes                          | Resultado           |
| --- | ------------------ | ----------------------- | ------------- | ----------- | ---------------------------------- | ------------------- |
| 1.  | 7 de julio de 2013 | Challenger de Timisoara | Tierra batida | Ilija Vučić | Jonathan Eysseric Nicolas Renavand | 7–6(6), 2–6, [7–10] |